# Андрич, Александр
Александр Андрич (серб. Александар Андрић; 1816, Купиново, Австрийская империя — 1876, Бухарест) — сербский писатель, журналист и издатель. Член Сербского общества словесности (сербохорв. Друштво српске словесности, с 1863), почётный член Сербского учёного общества (сербохорв. Српско учено друштво с 1864).

## Биография
Александр Андрич родился в Среме, в Купиново. Служил лейтенантом в Банате (Панчево и Ковачица) и Лика-Госпич (1841 г.).
Несколько лет (1835-1845 гг.) проработал в пограничной компании Ковачица до выхода на пенсию. Позже стал жить в Панчево, где занимался литературой. 
В течение своей жизни Андрич интенсивно занимался литературной работой, журналистикой и переводом с немецкого на сербский. Он писал рассказы, которые издавались отдельно, в виде книги «Приповетке»(Повести) в Будиме в 1845 году. В том же году в Сегеде, он напечатал книгу по разведению тутового шелкопряда - производству шелковой нити. 
Писал стихи и короткие литературные и историографические статьи в чужих и собственных газетах, а так же письма и статьи в газетах: «Сербскиј народни лист»(Сербский народный список)(1840-1845), «Пештанско-будимскиј скоротеча» (Пестанско-будимский скоротечка)(1841-1844), «Сербскиј летопис»(Сербская летопись)(1842), «Нови сербски летопис»(Новые сербские летописи)(1841 г.) в Пеште. 
Как заинтересованный и достойный серб, он был избран в 1848 году в Главный совет сербского движения в Карловаце.
В 1851 начал издавать журнал «Световид» и народный альманах «Зимзелен, сербский народный месяцеслов» (Зимзелен, србско-народни месецослов, 1846—1850, 1858, 1859, 1861) на сербском языке, которые содержали много народных песен.
В Вене устроил славянскую типографию. Осенью 1858, из-за трудностей с финансами был готов продать журнал «Световид», типографию и альманах-календарь «Зимзелен». Из-за небольшого штата сотрудников в «Световиде» тексты печатал в других газетах.
Написал провокационную статью, в которой призвал сербов в Воеводине объединиться под руководством первого черногорского князя Данилы I Петровича. Преследуемый властями, бежал в Сербию. Австрийская полиция наложила арест на его типографию. Заочно был осуждён на шестимесячный тюремный срок. Сербский князь Милош Обренович отдал приказ арестовать его и передал австрийской полиции. После тюремного заключения, в 1860 году, вернулся в Белград, и продолжил в своей типографии печатать «Световид».
Не принимал реформу сербского языка, оставаясь верным старой орфографии.
Автор романов, коротких рассказов, исторических и литературных статей, загадок, анаграмм и многого другого. Издал на немецком языке историю Черногории.
Живя в Белграде, 29 июля 1864 года он был избран почетным членом Сербского академического общества в Белграде. Ранее, с 13 января 1863 г., он был постоянным членом Общества сербской литературы. Андрич был членом Литературного отдела Матицы Сербской с 1864 года. Он стал постоянным членом этого элитного сербского культурного учреждения в 1843 году, когда внес 200 форинтов в его казну.
В преклонном возрасте (1870 г.) он переехал в Бухарест, где продолжил журналистскую деятельность. Его типография теперь печатает книги в Румынии. Он редактировал немецкоязычную бухарестскую газету "Freier Orient" (Свободный Восток). В Бухаресте он также основал в 1874 году "Восток" - сербско-болгарскую газету. Он публиковал политические комментарии на первой полосе «Подлист Восток». 
В 1875 году он основал «Словенску дружину»(Словенское общество) в Бухаресте, первым временным президентом которого был. 
Александр Андрич умер в румынской столице 23 июля 1876 года и покоится на румынском православном кладбище. 